# Midollare renale
La midollare renale (o midollare del rene) è la parte centrale del rene.

## Anatomia descrittiva
All'osservazione ad occhio nudo è possibile distinguere da 8 a 10 zone che, per la loro forma tridimensionale, assomigliano a tronchi di piramide (piramidi renali). Ciascuna piramide ha la base a contatto con la corticale renale e l'apice rivolto verso il calice minore.
La midollare renale è irrorata  dai vasa recta renali; questi ultimi sono tributari delle arteriole efferenti dei glomeruli iuxtamidollari. I vasa recta decorrono in prossimità dei tubuli renali e confluiscono fra loro in una sorta di rete capillare, il cosiddetto microcircolo midollare.

## Istologia
All'osservazione al microscopio ottico la midollare renale è costituita da strutture definite:
- anse di Henle e tubuli collettori, strutture facenti parte dei nefroni
- cellule interstiziali e matrice extracellulare facenti parte dell'interstizio renale

## Fisiologia
La midollare renale è iperosmolare rispetto alle altre parti del rene. Le strutture funzionali che la costituiscono adempiono alla funzione emuntoria renale.

## Patologia
Il rene a spugna midollare è una malattia cistica della midollare renale a patogenesi sconosciuta caratterizzata dalla presenza di dilatazioni multiple dei dotti collettori.

Un raro tumore a decorso maligno della midollare renale è il carcinoma midollare renale, caratterizzato da una rapida crescita e associato quasi esclusivamente ad eterozigosi del gene che causa il quadro clinico dell'anemia falciforme.
Il tumore delle cellule interstiziali della midollare renale è un tumore riscontrabile nel 50% delle autopsie pur essendo asintomatico.